# Tiriba-de-cabeça-vermelha
Tiriba-de-cabeça-vermelha (nome científico: Pyrrhura roseifrons) é uma espécie de ave da família dos psitacídeos.
Pode ser encontrada na Bolívia, Brasil, e Peru.